# Полуденный паром
«Полуденный паром» (эст. Keskpäevane praam) — советский фильм 1967 года снятый на студии «Таллинфильм» режиссёром Калье Кийском. Лауреат Всесоюзного кинофестиваля.

## Сюжет
Летом, на Иванов день, беспечная влюблённая парочка тайком залезает в остановившийся на шоссе грузовик, везущий хлопок, ничуть не задумываясь о том, куда он их повезёт. Грузовик въезжает на паром. На борт парома въезжают разные машины с самыми разными людьми — у всех свои планы, стремления, заботы, взгляды на жизнь: профессор с женой на «Волге», студенты на «Москвиче», военные лётчики на «ГАЗ-69» (в фильме его называют «Виллисом»), фронтовик-инвалид с дочкой сестры (той же жены профессора) на СЗА, четыре спортсменки-велосипедистки, автобус с туристами… и два бензовоза, которые по знакомству разрешил погрузить штурман парома.
В море, по преступной небрежности парня и девушки, загорается грузовик с хлопком, стоящий в середине парома между бензовозов — каждую минуту может произойти взрыв.
Капитан отдаёт приказ немедленно высадить детей и женщин в шлюпку, и решает столкнуть в воду загоревшийся грузовик и бензовоз, но для этого нужно чтобы кто-то сел за руль горящего грузовика, и нужно выбросить в море стоящие перед грузовиком военный «газик» и частные машины. По разному проявляют себя в этой критической ситуации люди, оказавшиеся на пароме.

Люди перед лицом опасности, в минуту критическую, решающую — вот что в первую очередь интересует авторов. Обнажение характеров, их испытание — как на войне, беспристрастный и суровый суд над ними — вот художественный принцип, которым руководствуются сценарист и режиссер в работе над фильмом.

«Мы хотим на полтора часа „остановить“ время и углубиться человеческие души, посмотреть, какие они, эти люди есть, — говорит Кийск. — Не всегда возможно перевоспитать человека, но всегда нужно знать, кто рядом с тобой — подлец или славный парень,— и вести себя с ним соответственно. В общем, не внимать равнодушно добру и злу».— Советский экран, 1966

## В ролях
В фильме будет много действующих лиц. И не будет главных героев. Трудно сказать, кто здесь главный: каждому отведена своя драматургическая функция, каждый тщательно выписан, каждый проявится по-своему. У них нет даже собственных имен. Это будут скорее обобщенные социально-психологические типы. Например, Доцент. Пожилой, интеллигентный, колеблющийся, мягкий, совестливый, но в решающую минуту твердый человек. Или Парикмахерша, жена Доцента. Красивая, холодная, расчетливая женщина, сумевшая выбиться «из грязи в князи», воинствующая мещанка.
- Энн Краам — парень
- Керсти Герн — девушка
- Эйно Тамберг — Артур, профессор
- Ада Лундвер — Лейли, парикмахерша, его жена
- Уно Лойт — Мюллер, инвалид
- Леа Унт — девочка Тийу, дочь парикмахерши
- Арне Лаос — Эрвин, капитан
- Калью Караск — штурман
- Хейно Арус — боцман
- Роберт Гутман — Атс, водитель «Москвича»
- Милви Крузе-Бродская — девушка в «Москвиче»
- Калью Комиссаров — Атс, парень в «Москвиче»
- Рудольф Аллаберт — парень в «Москвиче», комсомолец
- Маре Хелластэ-Гаршнек — девушка на велосипеде
- Николай Крюков — Алёшин, капитан, лётчик
- Лев Жуков — младший лейтенант, лётчик
- В эпизодах: Руут Тармо, Хельмут Вааг, Эха Сикк-Кард, Тыну Карк, Пауль Руубель, Оскар Лийганд.

Фильм дублирован на русский язык на Киностудии им. М. Горького, режиссёр дубляжа Ю. Васильчиков; звукооператор Н. Бажанов, роли дублировали:

- Э. Краам — дубл. В. Гуляев (парень)
- К. Герн — дубл. О. Великанова (девушка)
- А. Лундвер — дубл. В. Караваева (парикмахерша)
- Э. Тамберг — дубл. В. Тихонов (профессор)
- У. Лойт — дубл. Н. Граббе (инвалид)
- Л. Унт — дубл. Таня Айнюкова (Тийу)
- А. Лоос — дубл. В. Соколов (капитан)
- К. Караск — дубл. М. Пуговкин (штурман)
- Р. Гутман — дубл. Л. Харитонов (водитель «Москвича»)
- Р. Аллаберт — дубл Р. Панков (пассажир «Москвича», комсомолец)
- Х. Арус — дубл. В. Ковальков (боцман)

## Съёмки
Место съёмок — посёлок Виртсу, откуда летом ходят паромы на остров Сааремаа.
Паром в фильме — один из двух паромов в 1960-е обслуживавших линию Виртсу-Куйвасту — «Сурупи» («Suurupi») ЭМП ММФ СССР, проект 722, построенный в 1957 году на заводе № 194 им. А. Марти.
По принципиальному решению режиссёра съёмки велись в хронологической последовательности сценария.

## Критика
И все же надо думать, что режиссер Калье Кийск поставил «Полуденный паром» не ради этого происшествия, сколь ни кинематографично оно само по себе и сколь ни эффектно снято оператором Юрием Гаршнеком. Еще менее вероятно, чтобы такой крупный художник, как Юхан Смуул, написал сценарий «Полуденного парома» лишь для того, чтобы показать, к чему приводит неосторожное обращение с огнем. В том-то и дело, что пламенем этого пожара Юхан Смуул осветил давно волнующую его проблему различных уровней нравственной ответственности, еще соседствующих в нашем обществе, начиная от самоотверженного служения общественному долгу и кончая различными видами общественного эгоизма.— Борис Рунин — Пожар на борту // Советский экран, № 20, 1967

Калье Кийск тяготеет к кинодраматургии, исследующей жизненные события, в которых перед человеком встает проблема общественного долга. Осознание и выполнение этого долга является для режиссёра мерилом достоинств людей. Содержание фильма — исследование самых различных характеров в кризисных обстоятельствах. — История советского кино: 1952—1967. — М.: Искусство, 1978. — стр. 303
Но отмечалась, что возможности сценария не реализованы — «Острый, богатый нравственной и социальной проблематикой сценарий Ю. Смуула „Полуденный паром“ тоже не воплотился в картину равных достоинств» (из отчёта 6-го Съезда Союза писателей СССР, 1978), «Это хорошая литература, а тем не менее фильм получился по этому сценарию посредственным» (Искусство кино, 1975).

Содружество К. Кийска и Ю. Смуула, тяготеющего к сюжетно ослабленной, очерковой форме повествования, оказалось в этом фильме не во всем удачным. Ю. Смуул прекрасно выписал сцены, где представляются действующие лица. Но в сценарии философски не осмыслена грань перехода от обычного к необычному; исследование характеров в пограничной ситуации лишь заявлено.— История советского кино: 1952—1967. — М.: Искусство, 1978. — стр. 303

## Награды
- Диплом III-го Всесоюзного кинофестиваля (Ленинград, 1968) — за лучшую мужскую роль актёру (Уно Лойт).
- Диплом Межреспубликанского кинофестиваля «Большой янтарь» (Рига, 1968 год) — за лучший литературный сценарий (Юхану Смуулу).